# Ars-Laquenexy
Ars-Laquenexy – miejscowość i gmina we Francji, w regionie Grand Est, w departamencie Mozela.
Według danych na rok 1990 gminę zamieszkiwało 741 osób, a gęstość zaludnienia wynosiła 119 osób/km² (wśród 2335 gmin Lotaryngii Ars-Laquenexy plasuje się na 464. miejscu pod względem liczby ludności, natomiast pod względem powierzchni na miejscu 902.).